# ВК Земун
Ватерполо клуб Земун је српски ватерполо клуб из Земуна. У сезони 2018/19. такмичи се у Првој А лиги Србије.
Највећи успех клуба остварен је у сезони 2018/19 када је ВК Земун заузео прво место на табели у Првој А лиги Србије.
Након освајања Прве А лиге Србије, клуб је остварио други историјиски успех оставши непоражен у Супер Лиги Србије од 7. ог до 10. ог места. Са овим пласманом клуб је остварио директан пласман у Регионалну А2 лигу.

## Историја
Клуб је основан 1992. године. Од сезоне 2014/15. такмичи се у Првој А лиги Србије.

## Млађе генерације
Што се тиче млађих генерација ВК Земуна, годиште 2007. је првак купа Србије већ 3 пута заредом. Годиште 2008 је требало  да игра Финални турнир али је он одложен због Корона вируса. Годиште 2009 има велики број играча и скоро њихова цела 1. постава игра за 2008 годиште.

## Састав екипе у сезони 2018/19.
| 1                      | Владимир Тановић     |
| 2                      | Ђорђе Филиповић      |
| 3                      | Живојин Ђукић        |
| 4                      | Андрија Васиљевић    |
| 5                      | Михаило Милошевић    |
| 6                      | Милош Ћетковић       |
| 7                      | Петар Јовић          |
| 8                      | Александар Кецојевић |
| 9                      | Вук Јовановић        |
| 10                     | Ђорђе Максимовић     |
| 11                     | Михаило Вуказић      |
| 12                     | Никола Јапунджић     |
| 13                     | Страхиња Сретковић   |
|                        | Димитрије Ђокић      |
|                        | Вукашин Бурсаћ       |
|                        | Урош Релић           |
|                        | Никола Видић         |
|                        | Вељко Вуказић        |
|                        | Душан Пешић          |
|                        | Јован Ћосовић        |
| Тренер: Вукота Вукотић |                      |